# Modèle d'Einstein
En physique statistique et en physique du solide, le modèle d’Einstein est un modèle permettant de décrire la contribution des vibrations du réseau à la capacité calorifique d’un solide cristallin. Il repose sur les hypothèses suivantes :
- chaque atome de la structure est un oscillateur harmonique quantique 3D,
- les atomes vibrent à la même fréquence, contrairement au modèle de Debye.

Ce modèle est nommé d’après Albert Einstein, qui l'a proposé en 1907.

## Énergie interne
Les vibrations du réseau cristallin sont quantifiées, c’est-à-dire que les énergies de chaque mode normal de vibration ne peuvent prendre que des valeurs discrètes {\displaystyle \hbar \omega _{E}}. Ce modèle repose donc sur la dualité onde-particule des phonons et sur le fait que les 3N oscillateurs harmoniques vibrent à la même fréquence, de manière isotrope.
L’énergie interne U du solide est donnée par la formule :
{\displaystyle U={\frac {3N\hbar \omega _{E}}{e^{\beta \hbar \omega _{E}}-1}}}
où ℏ est la constante de Planck réduite, ωE est la pulsation d’un oscillateur, N le nombre d’atomes qui constituent le système et {\displaystyle \beta ={\frac {1}{k_{B}T}}} où kB est la constante de Boltzmann et T la température absolue.

## Capacité calorifique
La capacité calorifique CV est définie par :
{\displaystyle c_{V}=\left({\frac {\partial U}{\partial T}}\right)_{V}}
avec {\displaystyle \;U=3N{\bar {\epsilon }}={\frac {3N\hbar \omega _{E}}{e^{\beta \hbar \omega _{E}}-1}}\,}, on obtient
{\displaystyle c_{V}={\frac {3N\hbar ^{2}\omega _{E}^{2}}{k_{B}T^{2}}}\cdot {\frac {e^{\beta \hbar \omega _{E}}}{\left(e^{\beta \hbar \omega _{E}}-1\right)^{2}}}=(\beta \hbar \omega _{E})^{2}\cdot {\frac {3Nk_{B}e^{\beta \hbar \omega _{E}}}{\left(e^{\beta \hbar \omega _{E}}-1\right)^{2}}}}
On peut définir la température d’Einstein comme {\displaystyle \Theta _{E}={\frac {\hbar \omega _{E}}{k_{B}}}}. Tout cela nous donne
{\displaystyle c_{V}\left(T\right)=3Nk_{B}\cdot \left({\frac {\Theta _{E}}{T}}\right)^{2}\cdot {\frac {\exp \left({\frac {\Theta _{E}}{T}}\right)}{\left[\exp \left({\frac {\Theta _{E}}{T}}\right)-1\right]^{2}}}}

## Résultats du modèle

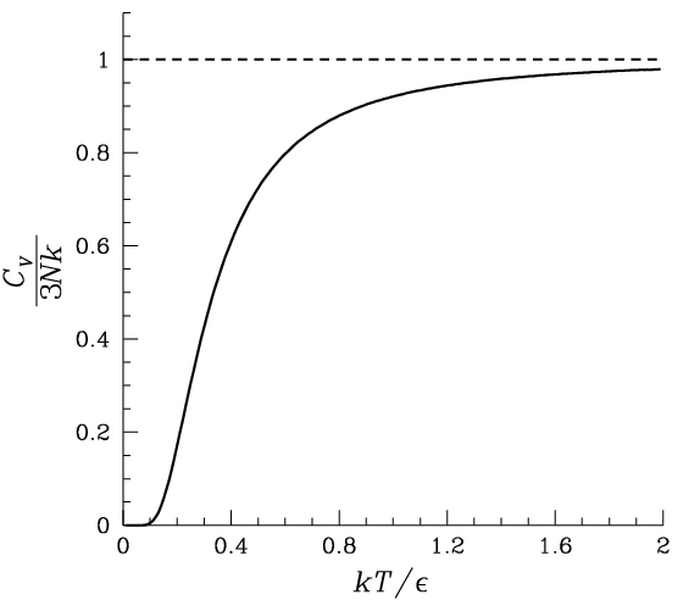
La capacité calorifique obtenue à l’aide du modèle d’Einstein est une fonction de la température. La valeur expérimentale de est retrouvée pour des températures élevées.

Le modèle d’Einstein retrouve la loi de Dulong et Petit, pour les hautes températures :
{\displaystyle \lim _{T\to +\infty }c_{V}=3Nk_{B}}
Cependant, à basse température, ce modèle concorde moins avec les mesures expérimentales que celui de Debye :
Lorsque {\displaystyle T\rightarrow 0{\text{ : }}c_{V}\propto 3Nk_{B}\left({\frac {\Theta _{E}}{T}}\right)^{2}e^{-\Theta _{E}/T}\rightarrow 0}
Cette discordance avec l’expérience peut s’expliquer en abandonnant l’hypothèse selon laquelle les oscillateurs harmoniques vibrent à la même fréquence.